# Canton de Villiers-Saint-Georges
Le canton de Villiers-Saint-Georges est une ancienne division administrative française, située dans le département de Seine-et-Marne et la région Île-de-France.
Avec 8 419 habitants, c'est le moins peuplé des cantons du département.

## Composition
Le canton de Villiers-Saint-Georges regroupait 19 communes jusqu'en mars 2015 :
- Augers-en-Brie, 304 habitants
- Beauchery-Saint-Martin, 410 habitants
- Beton-Bazoches, 781 habitants
- Cerneux, 305 habitants
- Chalautre-la-Grande, 689 habitants
- Champcenest, 138 habitants
- Courchamp, 152 habitants
- Courtacon, 198 habitants
- Léchelle, 558 habitants
- Les Marêts, 153 habitants
- Louan-Villegruis-Fontaine, 514 habitants
- Melz-sur-Seine, 375 habitants
- Montceaux-lès-Provins, 328 habitants
- Rupéreux, 103 habitants
- Saint-Martin-du-Boschet, 306 habitants
- Sancy-lès-Provins, 330 habitants
- Sourdun, 1 430 habitants
- Villiers-Saint-Georges, 1 213 habitants
- Voulton, 314 habitants

## Représentation

### Conseillers généraux de 1833 à 2015
| Période               | Identité                                    | Parti                           | Qualité |
| --------------------- | ------------------------------------------- | ------------------------------- | --- |
| 1833-1852             | Louis Michaud (1778-1864)                   |                                 | Négociant à Provins |
| 1852-1871             | Baron Gaspard Yvelin de Béville (1806-1885) | Bonapartiste                    | Général, ancien aide-de-camp du Président puis de l'Empereur Napoléon III Propriétaire à Cerneux, conseiller d'arrondissement                                                                   |
| 1871-1877             | Comte Bernard d'Harcourt                    | Droite                          | Ambassadeur de France à Berne Propriétaire à Gurcy-le-Châtel |
| 1877-1888 (démission) | Louis-Hubert Farabeuf                       | Républicain                     | Agrégé à la Faculté de Médecine Propriétaire à Beton-Bazoches |
| 1888-1892             | Artus-Pierre Michel                         | Républicain                     | Agriculteur, maire de Beauchery |
| 1892-1898             | Eugène Derveloy                             | Républicain                     | Avocat Secrétaire de Charles Floquet, Président de la Chambre des députés Propriétaire à Saint-Just-en-Chaussée (Oise) Député (1893-1898 et 1899-1919) Président du Conseil Général (1892-1898) |
| 1898-1903 (décès)     | Artus-Pierre Michel                         | Républicain                     | Agriculteur - Conseiller municipal de Beauchery Propriétaire à Provins |
| 1903-1919             | Eugène Derveloy                             | Rad.                            | Avocat Secrétaire de Charles Floquet, Président de la Chambre des députés Propriétaire à Saint-Just-en-Chaussée (Oise) Député (1893-1898 et 1899-1919)                                          |
| 1919-1925             | Arthur Desplanches                          | URD                             | Agriculteur à Villegruis |
| 1925-1940             | Ernest Chevrolle                            | Rad. hostile au Front Populaire | Médecin, Maire de Beton-Bazoches, conseiller d'arrondissement |
|                       |                                             |                                 | |
| 1945-1955             | Camille Pironneau                           | Rad.                            | Directeur de coopérative Maire de Villiers-Saint-Georges (1945-1963) |
| 1955-1967             | André Trébuchet                             | Rad.                            | Propriétaire à Sancy-lès-Provins |
| 1967-1979             | Raymond Maître                              | DVD                             | Propriétaire à Provins |
| 1979-1998             | Maurice Barthélemy                          | DVD                             | Maire de Villiers-Saint-Georges (1971-1995) |
| 1998-2015             | Nicolas Fénart                              | RPR puis UMP                    | Agriculteur Maire de Montceaux-lès-Provins (1989-2020) |

### Conseillers d'arrondissement (de 1833 à 1940)
Le canton de Villiers avait deux conseillers d'arrondissement sauf de 1928 à 1931.
| Période                                  | Période          | Identité                                     | Étiquette    | Qualité |
| ---------------------------------------- | ---------------- | -------------------------------------------- | ------------ | --- |
| 1833                                     | 1842             | Antoine Dubois de Moulignon (1786-1855)      |              | Propriétaire, maire de Sourdun |
| 1833                                     | 1848             | André Lefèvre                                |              | Maire de Courchamp |
| 1842                                     | 1845             | Gustave Alfred Montaud (1805-1861)           |              | Propriétaire du Domaine de Ferreux à Augers-en-Brie, membre du Conseil d'État, Président de la commission Impériale des pétitions |
| 1846                                     | 1848             | Gaspard, Baron Yvelin de Béville (1806-1885) |              | Chef de bataillon du Génie, propriétaire du château de Vignory, à Pierrelez, commune de Cerneux                                   |
|                                          |                  |                                              |              | |
| 1852                                     | 1867 (décès)     | Nicolas Noël Victor Foy (1795-1867)          |              | Propriétaire, maire de Montceaux-lès-Provins                                                                                      |
| 1852                                     | 1860 (démission) | Louis Auguste Darde                          |              | Notaire à Beton-Bazoches |
| 1860                                     | 1867             | Louis Michaud                                |              | |
| 1867                                     | 1870 (décès)     | Charles Hippolyte Deroy (1811-1870)          |              | Docteur en médecine, maire de Beton-Bazoches, officier de santé                                                                   |
| 1867                                     | 1877             | Louis Alexandre Dagneau                      |              | Ancien huissier à Villiers-Saint-Georges                                                                                          |
|                                          |                  |                                              |              | |
| 1871                                     | 1877             | Ambroise Augustin Amiot                      |              | Notaire à Chalautre-la-Grande |
| 1871                                     | 1877             | Auguste Isidore Roche (1836-1878)            |              | Notaire à Beton-Bazoches, suppléant du juge de paix                                                                               |
| 1877                                     | 1883             | M. Desprez                                   |              | Conseiller municipal de Montceaux-lès-Provins                                                                                     |
| 1877                                     | 1883             | Louis-Médard Jannaire                        |              | Maire de Villegruis |
| 1883                                     | 1889             | Edmé François Bélin                          |              | Propriétaire à Sourdun, suppléant du juge de paix                                                                                 |
| 1883                                     | 1904             | Alphonse-Arthur Mégret                       | Nationaliste | Cultivateur à Fortailles, maire de Beton-Bazoches                                                                                 |
| 1889                                     | 1895 (décès)     | François Naret (1811-1895)                   |              | Cultivateur, maire de Saint-Martin-Chennetron                                                                                     |
| 1895                                     | 1904             | Émile Lesage                                 | Nationaliste | Cultivateur à Villiers-Saint-Georges                                                                                              |
| 1904                                     | 1922             | Théogène Thierry (1869-1937)                 | Républicain  | Maire de Cerneux |
| 1904                                     | 1922             | Narcisse Joseph Jeannel (1865-?)             | Républicain  | Agriculteur, maire de Saint-Martin-Chennetron                                                                                     |
| 1922                                     | 1925             | Ernest Chevrolle                             | Rad.         | Médecin, maire de Beton-Bazoches                                                                                                  |
| 1922                                     | 1928             | Charles Bouron                               | RG           | Agriculteur, conseiller municipal de Provins                                                                                      |
| 1925                                     | 1940             | Albert Chevron                               | Radical      | Médecin, maire d'Augers-en-Brie                                                                                                   |
| 1928                                     | 1940             | Paul Vié                                     | Radical      | Maire de Léchelle (1925-1945) |
| 1940                                     |                  |                                              |              | Les conseils d'arrondissement ont été suspendus par la loi du 12 octobre 1940 et n'ont jamais été réactivés                       |
| Les données manquantes sont à compléter. |                  |                                              |              | |

## Démographie
| 1962  | 1968  | 1975  | 1982  | 1990  | 1999  | 2006  | 2011  | 2012  |
| ----- | ----- | ----- | ----- | ----- | ----- | ----- | ----- | ----- |
| 6 970 | 6 415 | 5 669 | 5 986 | 6 764 | 7 511 | 8 312 | 8 695 | 8 745 |